# El viaje a la ficción
El viaje a la ficción es un ensayo del escritor peruano y Premio Nobel de Literatura Mario Vargas Llosa  dedicado al estudio del escritor uruguayo Juan Carlos Onetti. A través de sus páginas Llosa nos introduce a la obra de este autor y realiza un estudio de todas sus novelas y algunos de sus cuentos, al igual que había hecho antes con la  Historia de un deicidio (1971) dedicado a García Márquez o La orgía perpetua (1975) dedicado a Flaubert.